# Peoria (Oregón)
Peoria es un lugar designado por el censo ubicado en el condado de Linn en el estado estadounidense de Oregón. En el año 2010 tenía una población de 94 habitantes.

## Geografía
Peoria se encuentra ubicado en las coordenadas 44°27′2.7″N 123°12′15″O / 44.450750, -123.20417.